# سيولا كلارك الثالث
سيولا كلارك الثالث (بالإنجليزية: Ceola Clark III)‏ مواليد 13 يناير 1989 في وكغن، هو لاعب كرة سلة أمريكي. بدأ مسيرته الاحترافية في سنة 2013. يبلغ طوله 6 قدم 3 بوصة (1.9 م). لعب مع نادي بريشتينا لكرة السلة في الدوري الكوسوفي لكرة السلة ونادي شينتجور لكرة السلة في الدوري السلوفيني لكرة السلة.

## روابط خارجية
- سيولا كلارك الثالث على موقع كرة السلة الأوروبية.كوم (الإنجليزية)
- سيولا كلارك الثالث على موقع كلية كرة السلة في سبورتس رفرنس.كوم (الإنجليزية)
- سيولا كلارك الثالث على موقع ريلجم (الإنجليزية)
- سيولا كلارك الثالث على موقع بروبوليرز (الإنجليزية)